# Иванов, Владимир Александрович (политик, 1956)
Владимир Александрович Иванов (род. 30 января 1956, Бор, Горьковская область)— российский политический деятель.

## Образование
В 1979 году окончил Горьковский Горьковский инженерно-строительный институт, факультет промышленного и гражданского строительства.
В 1992 году поступил на экономический факультет Нижегородского университета им. Лобачевского.
В 1992 году закончил заочно обучение по совместной Российско-американской программе с отличием и, пройдя стажировку в Соединенных Штатах Америки, получил диплом, сертификат и ученую степень Магистра управления бизнесом.

## Биография
Работая по специальности, прошел весь путь от каменщика до начальника строительного управления. Занимал различные должности в партийных и советских органах.
1983—1986 — инструктор, а затем заведующий отделом Борского Горкома КПСС;
С декабря 1990 года первый заместитель председателя исполкома Борского городского Совета народных депутатов;
С декабря 1991 года назначен Главой администрации Борского района;
В январе 1996 года избран населением Главой местного самоуправления Борского района;
В 1994 году был избран депутатом Законодательного Собрания Нижегородской области, вошел в комитет по бюджетной, финансовой и налоговой политике;
В 1994 году повторно избран депутатом Законодательного Собрания Нижегородской области, возглавил комитет по бюджету и налогам;
В декабре 1999 года абсолютным большинством населения Борского района избран Главой местного самоуправления;
В марте 2002 года переизбран депутатом Законодательного Собрания Нижегородской области, где вновь возглавил комитет по бюджету и налогам;
В декабре 2003 года переизбран населением Главой местного самоуправления Борского района;
В августе 2005 года назначен на должность заместителя Губернатора, заместителя Председателя Правительства Нижегородской области по социально-экономическому планированию, бюджетным отношениям и инвестиционной политике;
4 февраля 2009 года Губернатор Нижегородской области Валерий Шанцев подписал Указ № 11 о назначении заместителя губернатора Владимира Иванова исполняющим обязанности Вице-губернатора, первого заместителя;
В марте 2009 года утвержден на должность вице-губернатора, первого заместителя председателя правительства Нижегородской области;
В 2010 году вместе с Валерием Шанцевым и Александром Тюриным был внесён Единой Россией на рассмотрение Президенту РФ в качестве кандидата на пост Губернатора Нижегородской области.
27 февраля 2017 года прекратил полномочия в связи с выходом на пенсию.

## Награды
- Орден Почета,
- Медаль «200 лет МВД России»,
- Медаль «За заслуги в проведении Всероссийской переписи населения»,
- Знак «Почётный строитель России»,
- Нагрудный знак «За отличие в службе II степени»,
- Нагрудный знак «За активное участие во Всероссийской переписи населения 2002 года»,
- Нагрудный значок «Отличник народного просвещения»,
- Почётная грамота Совета Федерации Федерального Собрания Российской Федерации,
- Дипломом лучшего менеджера России и золотым знаком (национальная общественная премия имени Петра Великого),
- Диплом лауреата конкурса «Лучший муниципальный служащий».

Медаль НАТО «За поддержание операций НАТО в отношении бывшей Югославии во время их проведения»

## Членство в общественных, научных и других организациях
- Действительный член Российского общества инженеров-строителей (с 1993 года),
- Действительный член Финансовой академии «Элита» (с 2001 года),
- Академик Академии проблем подъема экономики России (Москва).